# Панна (княжество)

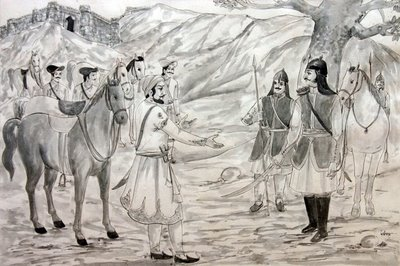
Чхатрасал, основатель княжества Панна, вместе с маратхским лидером Шиваджи.

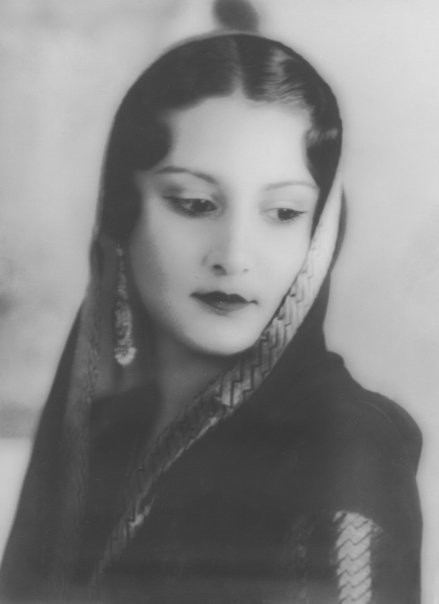
Махарани Канчан Прабха Деви, жена махараджи Трипуры Бир Бикрама Кишоре Деббармана и регентша Трипуры (1947—1949), была дочерью Махараджи Ядвендры Сингха из Панны

Княжество Панна (хинди पन्ना राज्य) — туземное княжество Британской Индии, расположенное в современном округе Панна штата Мадхья-Прадеш.
Государство Панна принадлежало Агентству Бунделкханд и занимало площадь 6724 км² с 1008 деревнями в 1901 году. Княжество получило своё название от главного города в этом районе, Панна, который был столицей государства.

## История
Государство-предшественник было основано одним из вождей Радж-Гонда в этом районе около 1450 года. Почти три столетия спустя Панна стала столицей, избранной вождём Чхатарасалом (1649—1731), основателем государства Панна, после того как он возглавил восстание против Империи Великих Моголов. Он заключил союз с маратхской пешвой и сделал Панну своей столицей. После завоевания Махобы в 1680 году Чхатарасал распространил своё правление на большую часть Бунделкханда. После его смерти в 1731 году королевство было разделено между его сыновьями, причём одна треть княжества досталась его зятю, пешве маратхов Баджи-рао I.
Государство Панна перешло к Харде Саху, старшему сыну Чхатарасала. В начале XIX века Панна стала княжеским государством Британской Индии, а также получила под свой контроль княжества Нагод и Сохавал. Раджа Нирпат Сингх помог англичанам в подавлении Сипайского восстании 1857 года, и англичане наградили его титулом Махараджи.
Махараджа Мадхо Сингх был свергнут вице-королём Индии в апреле 1902 года, после того как комиссия признала его виновным в отравлении своего дяди, Рао Раджа Кхуман Сингха, в предыдущем году.
Махараджа Ядвендра Сингх присоединился к Индийскому союзу 1 января 1950 года, и княжество стало округом Панна нового индийского штата Виндхья-Прадеш. Виндхья-Прадеш был объединён в Мадхья-Прадеш 1 ноября 1956 года.

## Правители княжества
Правители государства получили право на 11-пушечный салют от британских колониальных властей.

### Раджи
- 1675—1731: Раджа Чхатрасал (1649—1731)
- 1731—1739: Хардесах Сингх (? — 1739), старший сын предыдущего
- 1739—1752: Сабха Сингх (? — 1752)
- 1752—1758: Аман Сингх (? — 1758)
- 1758—1777: Хиндупат Сингх (? — 1777)
- 1777—1779: Анируд Сингх (? — 1779)
- 1779—1785: междуцарствие
- 1785—1798: Дхокал Сингх
- 1798—1834: Кишор Сингх (? — 1834)
- 1834—1849: Харбанс Рай
- 1849—1869: Нирпат Сингх (? — 1870)

### Махараджи
- 1869 — июнь 1870: Нирпат Сингх (? — 1870)
- 9 июня 1870—1893: Рудра Пратап Сингх (1848—1893), с 1 января 1876 года — сэр Рудра Пратап Сингх
- 1893 — 9 марта 1898: Локпал Сингх (? — 2 мая 1898)
- 9 марта 1898 — 22 апреля 1902: Мадхо Сингх (? — 22 апреля 1902)
- 20 июня 1902 — 15 августа 1947: Ядвендра Сингх Джудео (31 января 1893 — 4 августа 1963), с 1 января 1922 года — сэр Ядвендра Сингх

### Титулярные махараджи
- 1947—1963: Ядвендра Сингх Джудео
- 1963—1998: Нарендра Сингх Джудео
- 1998—2009: Манвендра Сингх Джудео
- 2009 — настоящее время: Рагвендра Сингх Джудео